# 新北市板橋區中山國民小學
新北市板橋區中山國民小學簡稱中山國小，為台灣新北市板橋區浮洲地區的一所小學，成立於1958年。2017年4月，中山國小校舍重改建第一階段改建動工。2023年1月，中山國小老舊校舍改建工程第二期第一階段完工。